# Buteoxylonales
Die Buteoxylonales sind eine Ordnung der ausgestorbenen Pflanzengruppe der Samenfarne. Kennzeichen der Ordnung sind im Querschnitt dreilappige Leitbündel im Blattstiel.

## Merkmale
Buteoxylon gordonianum ist von einem Stammfragment bekannt, das 12 cm lang ist und einen Durchmesser von 2,5 cm hat. Am Stamm sitzen Blattstiele von 1,4 cm Durchmesser in einer spiraligen Anordnung (2/5-Phyllotaxis). Stamm wie Blattstiele besitzen eine äußere Rinde vom Sparganum-Typ: hypodermale Faserstränge sind senkrecht angeordnet und anastomosieren nicht. An den radialen Wänden der Tracheiden sitzen elliptische Hoftüpfel.
Triradioxylon ist eine weitere Stamm-Gattung. Der Stamm besitzt eine kleine, dreilappige Protostele. Protoxylem befindet sich sowohl im Zentrum der Protostele wie auch an den Enden der Lappen. Diese Anordnung ähnelt jener bei frühen farnähnlichen Pflanzen. Die Blattstiele von rund einem Zentimeter Durchmesser stehen in 1/3-Phyllotaxis. Das Holz von Triradioxylon primaevum ist locker, die Tracheiden besitzen Hoftüpfel, die Gefäßstrahlen sind hoch und schmal. Die Rinde ist vom Sparganum-Typ. Blattstiele mit dreilappigen Leitgewebe, die von den gleichen Fundorten wie Trirdioxylon als Lygionorachis whittaderensis beschrieben wurden, werden ebenfalls in die Ordnung Buteoxylonales gestellt. 
Die Blattgattung Triphyllopteris aus dem Unteren Mississippium wird als mögliche Gattung der Buteoxylonales oder der Calamopityales diskutiert. Die Fiederblättchen sind sehr variabel, die Form reicht von ungelappt bis fächerförmig, gezähnt oder spitz. Fertile Exemplare tragen dichte Verbände von länglichen Sporangien mit trileten Sporen (dreistrahlige Narbe).

## Systematische Stellung
Die Buteoxylonales gelten als die am wenigsten verstandene Gruppe der Samenfarne. Sie ist nur in wenigen Fundstücken bekannt, Pollenorgane oder Samen sind unbekannt. 

## Belege
- Thomas N. Taylor, Edith L. Taylor: The Biology and Evolution of Fossil Plants. Prentice Hall, Englewood Cliffs 1993, S. 492–494. ISBN 0-13-651589-4